# Only You (singel Savage’a)
„Only You” – singel włoskiego wykonawcy Savage’a wydany w 1984 roku przez Discomagic Records. Nagranie powstawało w tym samym czasie co wydane wcześniej „Don’t Cry Tonight” i stanowiło kontynuację stylu italo disco nakreślonego przez artystę na wydanym wcześniej debiutanckim singlu.

## Lista utworów

### Wydanie na 7"[1]
A. „Only You” – 3:48
B. „Turn Around” – 3:53

### Wydanie na 12"[2]
A. „Only You” – 6:58
B1. „Turn Around” – 3:53
B2. „Only You (Radio Version)” – 3:48

## Autorzy[3]
- Muzyka: Roberto Zanetti
- Producent: Robyx